# Europese weg 711
De Europese Weg 711 of E711 is een Europese weg die loopt van Lyon in Frankrijk naar Grenoble in Frankrijk.

## Algemeen
De Europese weg 711 is een Klasse B-verbindingsweg en verbindt het Franse Lyon met het Franse Grenoble en komt hiermee op een afstand van ongeveer 110 kilometer. De route is door de UNECE als volgt vastgelegd: Lyon - Grenoble.